# Tremont (Pennsylvania)
Tremont is een plaats (borough) in de Amerikaanse staat Pennsylvania, en valt bestuurlijk gezien onder Schuylkill County.

## Demografie
Bij de volkstelling in 2000 werd het aantal inwoners vastgesteld op 1784.
In 2006 is het aantal inwoners door het United States Census Bureau geschat op 1859, een stijging van 75 (4,2%).

## Geografie
Volgens het United States Census Bureau beslaat de plaats een oppervlakte van
2,0 km², geheel bestaande uit land. Tremont ligt op ongeveer 277 m boven zeeniveau.

## Plaatsen in de nabije omgeving
De onderstaande figuur toont nabijgelegen plaatsen in een straal van 12 km rond Tremont.